# Rita Streich
Pour les articles homonymes, voir Streich.
Rita Streich (Barnaoul, 18 décembre 1920 - Vienne, 20 mars 1987) est une soprano colorature allemande, née en Russie.

## Biographie
Née en Russie de père allemand et de mère russe, elle revient encore enfant en Allemagne. Elle étudie le chant à Berlin avec tour à tour, Willi Domgraf-Fassbaender, Maria Ivogun et Erna Berger. Elle fait ses débuts à Aussig en 1943, dans le rôle de Zerbinetta dans Ariadne auf Naxos.  
Elle se joint à l'Opéra d'État de Berlin en 1946, puis à l'Opéra d'État de Vienne en 1953, et commence en 1954, une longue association avec le Festival de Salzbourg.
Elle s'illustre dans les rôles de soubrettes, tels Susanna, Zerlina, Despina, mais aussi les rôles de colorature, Blonchen et La Reine de la Nuit, ainsi que ceux de soprano lyrique léger,  Marzelline, Annchen, Olympia, Sophie, Gilda, Musetta, etc., tout en défendant l'opérette viennoise (Johann Strauss fils, Franz Lehar, Franz von Suppé).
À l'étranger, elle parait à Rome, Aix-en-Provence, Londres, Glyndebourne, Chicago, San Francisco.
Voix fraiche et brillante, comédienne piquante, Rita Streich a été l'une des meilleures interprètes de Mozart et Richard Strauss de sa génération. En 1960, elle enregistre avec le Radio-Simphonie-Orchester Berlin sous la direction de Kurt Gaebel  une somptueuse Vocalise de Camille Saint-Saëns « Le rossignol et la rose ». Elle était aussi très admirée comme récitaliste. À partir de 1974, elle enseigne au Conservatoire d'Essen.

## Sources
- Alain Pâris, Dictionnaire des interprètes et de l'interprétation musicale au XXe siècle, Paris, Robert Laffont, coll. « Bouquins », 1989, 1112 p. (ISBN 978-2-221-06660-7 et 2-221-06660-X, OCLC 319830089)